# Désirella
Désirella  è un film francese del 1970 diretto da Jean-Claude Dague.

## Trama
Philippe de Valmont, importante produttore di vino di Banyuls, chiede al suo amico Patrick, un attraente avventuriero, di prendersi cura di Désirella, una ragazza molto bella, che ha una relazione con la sua amica lesbica Nicole. Patrick svolge la sua missione in modo così elegante che Désirella si innamora presto di lui. Nicole, da parte sua, non accetta la situazione.

## Produzione
Il film è stato girato nei Pirenei Orientali, principalmente a Banyuls-sur-Mer e Port-Vendres, nell'autunno del 1969.